# Kølervæske
Kølervæske er den væske, som anvendes i forbrændingsmotorer til at fordele varme. Væsken er ofte vand blandet med glykol for at sænke frysepunktet. Eventuelt er der tilsat additiver til smøring og antikorrosion samt et farvestof.

## Typer af kølervæske

### Ethylenglykol
Ethylenglykol er hovedengrediens i den mest almindelige kølervæske. Generelt bruges den blå til støbejernsmotorer og den røde til aluminiumsmotorer. Der findes mange forskellige typer, speceielt af den røde, de er ofte baseret på Monoethylenglycol. Nogle af de røde kaldes "longlife" og har op til 4 års skifteinterval (Castrol).

### Diethylenglykol
Anvendes sjældent i Danmark, da frysepunktet er sænket lidt, mens kogepunktet er hævet. Denne type anvendes derfor i varmere klima end det danske.

### Propylenglykol
Er mindre giftigt.

## Mærkning
Væskerne er som regel farvede.
En mere nøjagtig mærkning af typen er systemet med G11, G12, G12+, G12++ samt G30.
G11 og G12 må ikke blandes.
| Kemi | Spire Denne artikel om kemi er en spire som bør udbygges. Du er velkommen til at hjælpe Wikipedia ved at udvide den. |